# Ancylotrypa schultzei
Espèce
Synonymes
- Pelmatorycter schultzei Purcell, 1908

Ancylotrypa schultzei est une espèce d'araignées mygalomorphes de la famille des Cyrtaucheniidae.

## Distribution
Cette espèce est endémique de Namibie,.

## Étymologie
Cette espèce est nommée en l'honneur de Leonhard Sigmund Schultze (1872-1955).

## Publication originale
- Purcell, 1908 : Araneae (I). Forschungsreise in Südafrika, vol. 1, no 2, Denkschriften der Medicinisch-Naturwissenschaftlichen Gesellschaft zu Jena, vol. 13, p. 203-246 (texte intégral).